# Ilie Damașcan
Ilie Dаmașcan (Soroca, 12 ottobre 1995) è un calciatore moldavo, centrocampista svincolato.

## Biografia
Ha anche un fratello più piccolo, Vitalie, anch'egli calciatore.

## Palmarès

### Club

#### Competizioni nazionali
- Coppa di Moldavia: 2

Zimbru Chișinău: 2013-2014
Petrocub Hîncești: 2019-2020
- Supercoppa di Moldavia: 1

Zimbru Chișinău: 2014